# ریگ موری
ریگِ موری، روستایی است از توابع بخش قرقری شهرستان هیرمند در استان سیستان و بلوچستان ایران.
این روستا در فاصلهٔ کمی از مرز افغانستان قرار دارد.
ریگ موری بر روی زمین‌های شوره‌زاری قرار دارد که ادامهٔ جنوبی هامون پوزک در افغانستان است.

## جمعیت
این روستا در دهستان قُرقُری قرار داشته و براساس آخرین سرشماری مرکز آمار ایران که در سال ۱۳۸۵ صورت گرفته‌است، جمعیت آن ۵۳نفر (۱۱خانوار) بوده‌است.
فرهنگ جغرافیایی ایران ج ۸ می‌نویسد:
ریگ موری دهی است از بخش میان کنگی شهرستان زابل.۹۱۶ تن سکنه دارد. آب آن از رودخانهٔ هیرمند و محصول عمدهٔ آنجا غلات و لبنیات و صنایع دستی زنان گلیم و کرباس‌بافی است.